# Philipp Meitner
Philipp Meitner (gener de 1838 – desembre de 1910), va ser un advocat i mestre d'escacs austríac. Pertanyia a una família jueva procedent de Moràvia.

## Biografia i resultats destacats en competició
Meitner va estudiar a la Universitat Tècnica de Viena, on va tenir com a company d'estudis el jugadors d'escacs William Steinitz.
La seva partida més famosa és la «immortal de les taules» (Carl Hamppe contra Philipp Meitner, Viena 1872). Va guanyar el torneig de Viena 1875, i va guanyar un matx contra Adolf Schwarz (6½ : 3½) a Viena el 1878.
Meitner va participar en els dos fortíssims torneigs de Viena 1873 i Viena 1882. Va empatar als llocs 7è-8è al primer torneig (els campions van ser Wilhelm Steinitz i Joseph Henry Blackburne), i va quedar 14è al segon (els campions van ser Wilhelm Steinitz i Szymon Winawer), També va empatar als llocs 8è-9è a Viena 1882 (el campió va ser Vincenz Hruby), va ser 8è a Viena 1895 (el campió va ser Georg Marco), 4t a Viena 1908 (el campió va ser Richard Réti), i va empatar als llocs 6è-7è a Viena 1909/10 (Memorial Trebitsch, el campió va ser Réti).

### Rànquing mundial
El seu millor rànquing Elo s'ha estimat en 2545 punts, el juliol de 1879, quan tenia quaranta-un anys, cosa que el situaria en 11è lloc mundial en aquella data. Segons Chessmetrics, va ser l'11è millor jugador mundial en 7 diferents mesos, entre el juliol de 1879 i el gener de 1880.

## Família
Ludwig Meitner es va casar amb Hedwig Skovran, també jueva, que pertanyia a una família d'origen rus que va emigrar a Eslovàquia per fugir de la persecució a què eren sotmesos els jueus. Van tenir vuit fills: Gisela, Auguste, Lisa, Moritz, Carola, un altre noi, Frida i Walter; la seva filla Lise va ser una destacada física.